# Alopua Petoa
Alopua Petoa (* 24. Januar 1990 in Yaren auf Nauru) ist ein tuvaluischer Fußballspieler, auf der Position eines Stürmers. Er ist aktuell für den FC Nanumaga und die tuvaluische Fußballauswahl aktiv.

## Karriere

### Verein
Petoa begann seine Profikarriere 2006 im tuvaluischen Verein FC Tofaga. Hier gewann er in seiner ersten Saison den Independence Cup und NBT Cup. In den Jahren 2010 und 2012 gelang ihm das Triple mit dem Gewinn von drei nationalen Pokalen. Im Oktober 2012 wechselte er für drei Monate zum niederländischen Amateurverein RKVV Brabantia, wo er zusammen mit Vaisua Liva, in der viertklassigen Zondag Hoofdklasse B spielte. Zusammen mit Liva wechselte er im Juli 2013 zum neuseeländischen Verein Waitakere City FC in die zweitklassige Northern League. Im Juli 2015 kehrte er auf die Insel Tuvalu zurück und schloss sich wieder seinen Stammverein FC Tofaga an. Hier gewann er 2019 das Double aus NBT Cup und Christmas Cup. Seit 2019 ist er für den tuvaluischen Verein FC Nanumaga aktiv.

### Nationalmannschaft
Petoa gab sein Debüt für die tuvaluische Fußballauswahl am 22. August 2011 im Freundschaftsspiel gegen die Auswahl aus Samoa. Hier erzielte er alle drei Tore. Fünf Tage später, im ersten Spiel der XIV.Pazifikspiele, erzielte er erneut einen Hattrick gegen die Mannschaft aus Amerikanisch-Samoa. Mit 9 Toren in 13 Spielen ist er der Rekordtorjäger der Nationalmannschaft von Tuvalu. Seinen bisher letzten Einsatz absolvierte Petoa am 18. Juli 2019 im Rahmen der XVI.Pazifikspiele, gegen die Auswahl von  Neukaledonien.

### Erfolge
Verein
- NBT Cup:  2006, 2007, 2008, 2011, 2012, 2019
- Independence Cup: 2006, 2010, 2012
- Christmas Cup: 2010, 2019
- Tuvalu Cup: 2010, 2012